# Olympiad

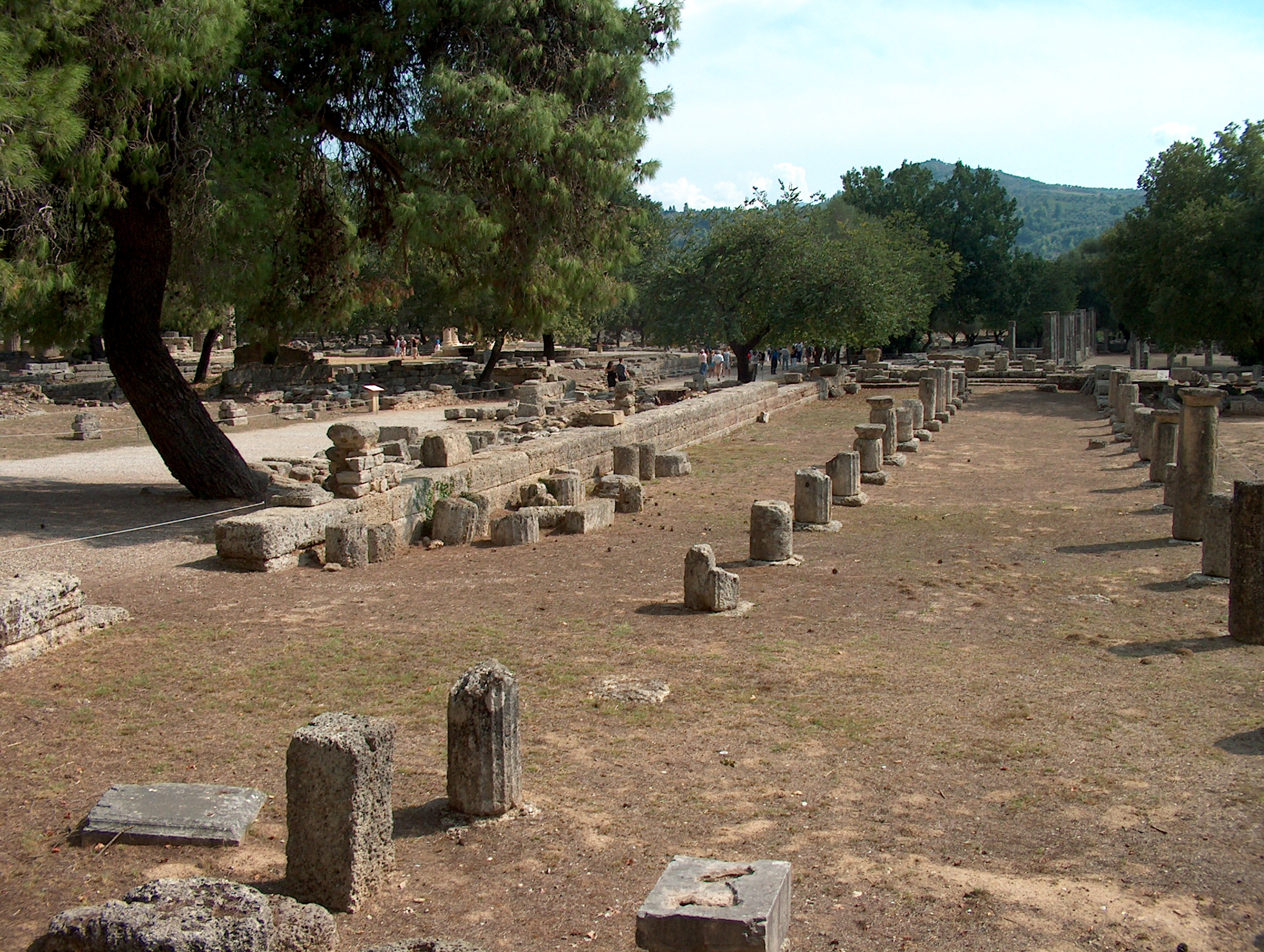
Sân vận động tại Olympia cổ đại.

Olympiad (tiếng Hy Lạp: άςὈλυμάς, Olympiás) là khoảng thời gian bốn năm gắn liền với Thế vận hội Olympic của người Hy Lạp cổ đại. Mặc dù Thế vận hội Olympic cổ đại được thành lập từ thời Hy Lạp cổ đại, nhưng mãi đến thời Hy Lạp, bắt đầu với Ephorus, Olympiad mới được sử dụng như một dạng lịch. Chuyển đổi sang hệ thống ngày tháng TCN/CN hiện đại, Olympiad đầu tiên bắt đầu vào mùa hè năm 776 TCN và kéo dài đến mùa hè năm 772 TCN, và Olympiad thứ hai bắt đầu với việc bắt đầu các cuộc thi tiếp theo. Bằng cách ngoại suy theo lịch Julian, năm thứ ba của Olympiad 699 đã bắt đầu vào giữa mùa hè 2019 (Bắc bán cầu).
Olympiad hiện đại chỉ một giai đoạn bốn năm bắt đầu vào ngày khai mạc Thế vận hội Olympic cho các môn thể thao mùa hè. Thế vận hội hiện đại đầu tiên bắt đầu vào năm 1896, lần thứ hai vào năm 1900, v.v. (ngày 31 bắt đầu vào năm 2016: xem Điều lệ Olympic).
Các Thế vận hội cổ đại và hiện đại sẽ được đồng bộ hóa đã có một năm số 0 giữa Thế vận hội 4 TCN và Thế vận hội 4 CN. Nhưng khi lịch Julian đi trực tiếp từ năm 1 TCN đến 1 sau Công nguyên, chu kỳ Olympiad cổ đại giờ đã chậm so với chu kỳ hiện đại một năm.

## Thế vận hội cổ đại
Một Olympiad cổ đại là khoảng thời gian bốn năm được nhóm lại với nhau, tính toàn diện như người xưa đã làm. Mỗi năm Olympiad cổ đại chiếm hai năm tính toán hiện đại của TCN hoặc CN, từ giữa hè năm trước đến giữa hè năm sau. Ví dụ: Olympiad 140, năm 1 bằng 220/219 TCN; năm 2 bằng 219/218 TCN; năm 3 bằng 218/217 trước công nguyên; năm 4 bằng 217/216 trước công nguyên. Do đó, các cuộc thi đấu sẽ được tổ chức vào tháng 7/8 năm 220 TCN và được tổ chức vào lần tiếp theo vào tháng 7/8 năm 216 TCN, sau khi bốn năm Olympic đã hoàn tất.